# Telekom National Club Championship 2013-2014
Il Telekom National Club Championship 2013-2014 è stata la dodicesima edizione del campionato salomonese di calcio.

## Classifica finale
|                           | Pos. | Squadra          | Pt | G  | V  | N | P  | GF | GS | DR  |
| ------------------------- | ---- | ---------------- | -- | -- | -- | - | -- | -- | -- | --- |
| Isole Salomone (bandiera) | 1.   | Solomon Warriors | 37 | 15 | 11 | 4 | 0  | 55 | 15 | +40 |
|                           | 2.   | Kossa            | 26 | 15 | 8  | 2 | 5  | 39 | 26 | +13 |
|                           | 3.   | Western United   | 24 | 15 | 7  | 3 | 5  | 30 | 28 | +2  |
|                           | 4.   | Sunbeam          | 25 | 15 | 7  | 4 | 4  | 43 | 27 | +16 |
|                           | 5.   | Malaita Kingz    | 23 | 15 | 6  | 5 | 4  | 25 | 20 | +5  |
|                           | 6.   | Koloale          | 20 | 15 | 5  | 5 | 5  | 25 | 26 | −1  |
|                           | 7.   | Hana             | 16 | 15 | 5  | 1 | 9  | 24 | 45 | −21 |
|                           | 8.   | Real Kakamora    | 8  | 15 | 2  | 2 | 11 | 12 | 42 | −30 |
|                           | 9.   | Marist           | 0  | 8  | 0  | 0 | 8  | 0  | 24 | −24 |

Legenda:

      Campione delle Fiji e ammessa alla OFC Champions League 2013-2014

Note:

Tre punti a vittoria, uno a pareggio, zero a sconfitta.